# Otto M. Nikodym
Otton Marcin Nikodym (1887 – 1974) fue un matemático polaco. Se formó en las universidades de Leópolis, Varsovia y la Sorbona. Enseñó en las universidades de Cracovia y Varsovia, así como en la Escuela Politécnica de Cracovia. 
Emigró a los Estados Unidos en 1948 y enseñó en Kenyon College. Se retiró en 1966 y se mudó a Útica, en el estado de Nueva York, donde continuó investigando.
Trabajó en diferentes áreas, aunque es fundamentalmente conocido por su contribución al desarrollo de la integral de Lebesgue. Su trabajo en teoría de la medida le llevó a interesarse en las álgebras booleanas. Su trabajo en los EE. UU. se centró en la teoría de operadores en el espacio de Hilbert, basado en álgebras booleanas, que culminó en su obra The Mathematical Apparatus for Quantum-Theories. También prestó atención al área de la educación matemática.

## Algunas publicaciones
- The Mathematical Apparatus for Quantum Theories, based on the Theory of Boolean lattices, Springer Verlag, Grundlehren der mathematischen Wissenschaften 1966

- con János Aczél Funktionalgleichungen der Theorie der geometrischen Objekte, 1960